# At Folsom Prison
At Folsom Prison je hudebním záznamem živého koncertu zpěváka country Johnnyho Cashe, který se odehrál ve věznici Folsom v roce 1968. Album získalo pouze v USA již tři platinové desky a v době vzniku se dostalo na první místo v prodejnosti country nahrávek v USA a proniklo též do druhé desítky všeobecné hitparády. Oceněno bylo také jako album roku CMA a získalo dále ocenění Grammy za popisky, kterými ho zpěvák opatřil.

## O albu
Album zachycuje věrně atmosféru, kterou Johnny Cash dobře znal, protože ve věznicích koncertoval již dávno předtím. Obsahuje jeho velké hity (titulní píseň Folsom Prison Blues se dostala ve zdejším provedení na čelo singlové hitparády), country standardy, duety s June Carterovou i nové písně. To vše je proloženo případným průvodním slovem, jímž Johnny Cash navázal snadno kontakt s vězni, které např. upozornil, aby nekleli, protože se jedná o nahrávání.
Album uzavírá píseň folsomského vězně Glena Sherleye, jejíž nahrávku bez vědomí autora předal Cashovi večer před koncertem reverend Gressett. Skladbou o vězeňské kapli druhý den celý koncert skutečně končil. Její improvizované provedení završilo vřelé přijetí Cashe i jeho kapely Tennessee Three ve věznici. Silnými momenty alba jsou však též písně, které hrál sám pouze na kytaru. Záznam celého nezkráceného koncertu vyšel poprvé ovšem až v reedici v roce 1999.
Nahrávka inspirovala mnohé další umělce nejen v oblasti country hudby. V Československu se jím nechal např. inspirovat Michal Tučný, z jehož koncertu v roce 1990 vzniklo album Michal Tučný Ve Valdickém lapáku.

## Řazení skladeb

### Původní nahrávka
- První strana
  1. Folsom Prison Blues
  2. Dark as the Dungeon
  3. I Still Miss Someone
  4. Cocaine Blues
  5. 25 Minutes to Go
  6. Orange Blossom Special
  7. The Long Black Veil
- Druhá strana
  1. Send A Picture of Mother
  2. The Wall
  3. Dirty Old Egg-Sucking Dog
  4. Flushed From The Bathroom of Your Heart
  5. Jackson (s June Carter)
  6. Give My Love to Rose (s June Carter)
  7. I Got Stripes
  8. Green, Green Grass of Home
  9. Greystone Chapel

### Reedice
1. Folsom Prison Blues (J. Cash) – 1:42
2. Busted (H. Howard) – 1:25
3. Dark as the Dungeon (M. Travis) – 3:04
4. I Still Miss Someone (J. Cash – R. Cash, Jr.) – 1:38
5. Cocaine Blues (T. J. Arnall) – 3:01
6. 25 Minutes to Go (S. Silverstein) – 3:31
7. Orange Blossom Special (E. T. Rouse) – 3:06
8. The Long Black Veil (M. Wilkin – D. Dill) – 3:58
9. Send a Picture of Mother (J. Cash) – 2:05
10. The Wall (H. Howard) – 1:36
11. Dirty Old Egg-Suckin' Dog (J. H. Clement) – 1:30
12. Flushed From the Bathroom of Your Heart (J. H. Clement) – 2:05
13. Joe Bean (B. Freeman – L. Pober) – 3:05
14. Jackson (duet s June Carter) (B. Wheeler – J. Lieber) – 3:12
15. Give My Love to Rose (J. Cash) – 2:43
16. I Got Stripes (duet s June Carter) (J. Cash – C. Williams) – 1:52
17. The Legend of John Henry's Hammer (J. Cash – J. Carter) – 7:08
18. Green, Green Grass of Home (C. Putman) – 2:13
19. Greystone Chapel (Glen Sherley) – 6:02

## Obsazení
- Johnny Cash – zpěv, kytara, foukací harmonika
- June Carter – zpěv
- Carter Family – zpěv
- Marshall Grant – baskytara
- W.S. Holland – bicí
- Carl Perkins – elektrická kytara
- Luther Perkins – elektrická kytara
- The Statler Brothers – zpěv